# Eva Pawlik
Eva Pawlik, född 4 oktober 1927 i Wien, död 31 juli 1983, var en österrikisk konståkare.
Pawlik blev olympisk silvermedaljör i konståkning vid vinterspelen 1948 i Sankt Moritz.